# 赞登·汉密尔顿
赞登·汉密尔顿（英語：Zendon Hamilton，1975年4月27日—），美国NBA联盟前职业篮球运动员。